# Joseph Befe Ateba
Joseph Befe Ateba (* 25. April 1962 in Nkoabe/Yaoundé, Kamerun; † 4. Juni 2014 in Pretoria, Südafrika) war ein kamerunischer römisch-katholischer Geistlicher und der erste Bischof der neu errichteten Diözese Kribi.

## Leben
Joseph Befe Ateba studierte Philosophie und Theologie am Priesterseminar Immaculée Conception im kamerunischen Nkolbison. Am Media Service Centre in Kaduna in Nigeria absolvierte er ein Diplomstudium in Kommunikationswissenschaft und einen Abschluss an der Hochschule für Kommunikationswissenschaft und -technik (Ecole Supérieure des Sciences et Techniques de l’Information et de Communication ESSTIC) in Yaoundé. Am 20. Juni 1987 empfing er die Priesterweihe für das Erzbistum Yaoundé.
Er war von 1987 bis 1989 Vikar der Kathedrale, 1989 bis 1991 Gründungspfarrer der Pfarrei Kondengui sowie Medienbeauftragter seiner Diözese. Von 1991 bis 1994 studierte er Journalistik an der Hochschule für Kommunikationswissenschaft und -technik in Yaoundé. 1994 bis 1997 war er Chefredakteur der Zeitung Nleb-ensemble, 1995 bis 1997 Sekretär der bischöflichen Medienkommission, Regionalsekretär der bischöflichen Medienkommission, Lehrer für Informationstechnologie am Großen Seminar Saint Cyprien in Ngoya, Kamerun und von 1997 bis 1998 Dozent am Großen Seminar Ste Thérèse. 
Von 2001 bis 2006 war er Konsultor des Päpstlichen Rates für Soziale Kommunikationsmittel und leitete von 1998 bis 2003 die Pressestelle des Symposiums der Bischofskonferenzen von Afrika und Madagaskar (SCEAM). Von 2004 bis 2005 war er Kanzler der Erzdiözese Yaoundé und seit 2005 Generalvikar.
Am 19. Juni 2008 wurde er durch Papst Benedikt XVI. zum ersten Bischof des mit gleichem Datum errichteten Bistums Kribi ernannt. Am 4. Oktober 2008 empfing er durch den Sekretär der Kongregation für die Evangelisierung der Völker, Erzbischof Robert Sarah, die Bischofsweihe. Mitkonsekratoren waren der Erzbischof von Yaoundé, Simon-Victor Tonyé Bakot, und der Bischof von Ebolowa, Jean Mbarga.
Der Präsident der Republik Kamerun, Paul Biya, setzte ihn am 8. Juli 2011 als Präsidenten des Nationalen Rates für Kommunikation in Kamerun ein. 
Ateba starb am 4. Juni 2014 nach längerer Krankheit in einem Krankenhaus im südafrikanischen Pretoria.